# Amatiguakius forsberghi
Amatiguakius forsberghi är en kräftdjursart som beskrevs av William Higgins Coleman och J. L. Barnard 1991. Amatiguakius forsberghi ingår i släktet Amatiguakius och familjen Acanthonotozomellidae. Inga underarter finns listade i Catalogue of Life.